# 迦密山圣母堂 (达赫拉)
迦密山圣母堂（西班牙語： 法語：）又称达赫拉堂，曾称西斯内罗斯别墅堂（Church of Villa Cisneros），是一个罗马天主教堂区教堂，位于阿拉伯撒哈拉民主共和国与摩洛哥的争议地区达赫拉，摩洛哥将其视为达赫拉-黄金谷地大区的一部分。
聖堂遵循罗马礼或拉丁礼。它是西撒哈拉宗座监牧区（Praefectura apostolica sahara occidentali）的一部分。这一教区由教宗庇护十二世于1954年建立，当时西撒哈拉地区是西班牙帝国殖民地，所以以西属撒哈拉宗座监牧区的名字命名。
教堂由一个神父小组管理，他们轮流负责出席这座教堂，以及阿尤恩的圣方济各亚西西主教座堂。它由西班牙人建造，所以有时也被称为西班牙堂。